# Oxypleurodon coralliophilum
Oxypleurodon coralliophilum is een krabbensoort uit de familie van de Epialtidae. De wetenschappelijke naam van de soort is voor het eerst geldig gepubliceerd in 1980 door Takeda.